# しゅとねっと
しゅとねっと（または 首都ネット（しゅとネット））は、きらぼし銀行と東日本銀行との間のATM・CD利用手数料無料及びATM利用による振込手数料優遇提携サービスのことである。

## 概要

### 対象金融機関
- きらぼし銀行
- 東日本銀行

なおきらぼしは前身行時代（東京都民銀行と八千代銀行）、既に2001年5月14日よりATM相互出金無料提携を実施している。

### 利用時間と手数料
- 平日 8:45 - 18:00の出金、及び平日 8:00 - 21:00と土曜・日曜・祝日 9:00 - 17:00の入金：無料
- 平日 8:00 - 8:45・18:00 - 21:00の出金、土曜・日曜・祝日 9:00 - 17:00の出金：108円

なお各行のカードによる振込については別途振込手数料がかかるが、上記対象金融機関相互間に限り自行扱いの振込手数料となる。

### 対象ATM
- 上記対象金融機関が単独で設置しているATM

## その他
- 通帳利用取引・法人性口座のキャッシュカードによる利用はそれぞれの自行ATMのみとなる。
- 1月1日 - 3日・5月3日 - 5日は各行（一部のATM等を除く）ともATMを稼動させているが、この期間は提携ネットワーク（MICS）が休止している為にそれぞれの自行ATMでしか利用できない（ただし5月3日 - 5日の内の日曜はMICSは通常稼動する為に利用出来る。）。

## 沿革
- 2001年（平成13年）5月14日 - 東京都民銀行と八千代銀行がATM相互出金手数料無料提携を開始。
- 2007年（平成19年）10月15日 - 東日本銀行が都民銀と八千代銀とのATM相互出金手数料無料提携に合流し、サービスの名称「しゅとねっと」を制定する。
- 2008年（平成20年）2月18日 - カードによるATM相互入金サービスを開始。通帳入金には対応していない。
- 2018年（平成30年）5月1日 - 都民銀と八千代銀の合併によりきらぼし銀行の発足、提携行が1減。きらぼし銀行の内、旧新銀行東京名のカード（きらぼし発足後に発行の該当営業店カードは旧東京都民店舗と同じ扱い）も利用可能とした。